# Norwegian Rock
Norwegian Rock är en klippa i havet cirka 3,5 km utanför Heard Island i Heard- och McDonaldöarna (Australien).